# Judo na Letnich Igrzyskach Olimpijskich 2008
Judo na XXIX Letnich Igrzyskach Olimpijskich w Pekinie rozgrywane było od 9 do 15 sierpnia. Judocy walczyli w 7 kategoriach wagowych (różnych dla kobiet i mężczyzn). Zawody odbyły się w hali Pekińskiego Uniwersytetu Nauki i Techniki.

## Kategorie wagowe
Kobiety
- do 48 kg
- do 52 kg
- do 57 kg
- do 63 kg
- do 70 kg
- do 78 kg
- powyżej 78 kg

Mężczyźni
- do 60 kg
- do 66 kg
- do 73 kg
- do 81 kg
- do 90 kg
- do 100 kg
- powyżej 100 kg

W każdej konkurencji kraj może wystawić jednego zawodnika.

## Polacy
Wśród 386 judoków znaleźli się również reprezentanci Polski.
Kobiety
- Katarzyna Piłocik – do 70 kg
- Urszula Sadkowska – powyżej 78 kg

Mężczyźni
- Tomasz Adamiec – do 66 kg
- Robert Krawczyk – do 81 kg
- Przemysław Matyjaszek – do 100 kg
- Krzysztof Wiłkomirski – do 73 kg
- Janusz Wojnarowicz – powyżej 100 kg

## Medaliści

### Kobiety

#### do 48 kg
| Lp. | Państwo        | Zawodniczka        |
| --- | -------------- | ------------------ |
| 1.  | Rumunia        | Alina Dumitru      |
| 2.  | Kuba           | Yanet Bermoy       |
| 3.  | Argentyna      | Paula Pareto       |
| 3.  | Japonia        | Ryōko Tani         |
| 5.  | Korea Północna | Pak Ok-song        |
| 5.  | Rosja          | Ljudmiła Bogdanowa |
| 7.  | Węgry          | Éva Csernoviczki   |
| 7.  | Portugalia     | Ana Hormigo        |

#### do 52 kg
| Lp. | Państwo          | Zawodniczka      |
| --- | ---------------- | ---------------- |
| 1.  | Chiny            | Xian Dongmei     |
| 2.  | Korea Północna   | An Kum-ae        |
| 3.  | Algieria         | Soraya Haddad    |
| 3.  | Japonia          | Misato Nakamura  |
| 5.  | Kazachstan       | Szołpan Kalijewa |
| 5.  | Korea Południowa | Kim Kyung-ok     |
| 7.  | Belgia           | Ilse Heylen      |
| 7.  | Hiszpania        | Ana Carrascosa   |

#### do 57 kg
| Lp. | Państwo   | Zawodniczka         |
| --- | --------- | ------------------- |
| 1.  | Włochy    | Giulia Quintavalle  |
| 2.  | Holandia  | Deborah Gravenstijn |
| 3.  | Brazylia  | Ketleyn Quadros     |
| 3.  | Chiny     | Xu Yan              |
| 5.  | Australia | Mária Pekli         |
| 5.  | Francja   | Barbara Harel       |
| 7.  | Japonia   | Aiko Satō           |
| 7.  | Węgry     | Bernadett Baczko    |

#### do 63 kg
| Lp. | Państwo        | Zawodniczka            |
| --- | -------------- | ---------------------- |
| 1.  | Japonia        | Ayumi Tanimoto         |
| 2.  | Francja        | Lucie Décosse          |
| 3.  | Holandia       | Elisabeth Willeboordse |
| 3.  | Korea Północna | Won Ok-im              |
| 5.  | Kuba           | Driulis González       |
| 5.  | Austria        | Claudia Heill          |
| 7.  | Słowenia       | Urška Žolnir           |
| 7.  | Wenezuela      | Ysis Lenis Barreto     |

#### do 70 kg
| Lp. | Państwo           | Zawodniczka       |
| --- | ----------------- | ----------------- |
| 1.  | Japonia           | Masae Ueno        |
| 2.  | Kuba              | Anaysis Hernández |
| 3.  | Stany Zjednoczone | Ronda Rousey      |
| 3.  | Holandia          | Edith Bosch       |
| 5.  | Niemcy            | Annett Böhm       |
| 5.  | Hiszpania         | Leire Iglesias    |
| 7.  | Węgry             | Anett Mészáros    |
| 7.  | Kolumbia          | Yuri Alvear       |

#### do 78 kg
| Lp. | Państwo          | Zawodniczka           |
| --- | ---------------- | --------------------- |
| 1.  | Chiny            | Yang Xiuli            |
| 2.  | Kuba             | Yalennis Castillo     |
| 3.  | Korea Południowa | Jeong Gyeong-mi       |
| 3.  | Francja          | Stéphanie Possamaï    |
| 5.  | Brazylia         | Edinanci Silva        |
| 5.  | Hiszpania        | Esther San Miguel     |
| 7.  | Mongolia         | Lkhamdegd Purevjargal |
| 7.  | Niemcy           | Heide Wollert         |

#### powyżej 78 kg
| Lp. | Państwo          | Zawodniczka             |
| --- | ---------------- | ----------------------- |
| 1.  | Chiny            | Tong Wen                |
| 2.  | Japonia          | Maki Tsukada            |
| 3.  | Słowenia         | Lucija Polavder         |
| 3.  | Kuba             | Idalys Ortíz            |
| 5.  | Korea Południowa | Kim Na-young            |
| 5.  | Mongolia         | Dorjgotovyn Tserenkhand |
| 7.  | Egipt            | Samah Ramadan           |
| 7.  | Francja          | Anne-Sophie Mondière    |

### Mężczyźni

#### do 60 kg
| Lp. | Państwo          | Zawodnik        |
| --- | ---------------- | --------------- |
| 1.  | Korea Południowa | Choi Min-ho     |
| 2.  | Austria          | Ludwig Paischer |
| 3.  | Uzbekistan       | Rishod Sobirov  |
| 3.  | Holandia         | Ruben Houkes    |
| 5.  | Francja          | Dimitri Dragin  |
| 5.  | Izrael           | Gal Yekutiel    |
| 7.  | Kanada           | Will Frazer     |
| 7.  | Wielka Brytania  | Craig Fallon    |

#### do 66 kg
| Lp. | Państwo        | Zawodnik           |
| --- | -------------- | ------------------ |
| 1.  | Japonia        | Masato Uchishiba   |
| 2.  | Francja        | Benjamin Darbelet  |
| 3.  | Kuba           | Yordanis Arencibia |
| 3.  | Korea Północna | Pak Chol-min       |
| 5.  | Rosja          | Alim Gadanow       |
| 5.  | Uzbekistan     | Mirali Sharipov    |
| 7.  | Włochy         | Giovanni Casale    |
| 7.  | Egipt          | Aheen El Hady      |

#### do 73 kg
| Lp. | Państwo          | Zawodnik          |
| --- | ---------------- | ----------------- |
| 1.  | Azerbejdżan      | Elnur Məmmədli    |
| 2.  | Korea Południowa | Wang Ki-chun      |
| 3.  | Tadżykistan      | Rasul Bokijew     |
| 3.  | Brazylia         | Leandro Guilheiro |
| 5.  | Belgia           | Dirk Van Tichelt  |
| 5.  | Iran             | Ali Malumat       |
| 7.  | Japonia          | Yūsuke Kanamaru   |
| 7.  | Ukraina          | Gennadiy Bilodid  |

#### do 81 kg
| Lp. | Państwo          | Zawodnik                 |
| --- | ---------------- | ------------------------ |
| 1.  | Niemcy           | Ole Bischof              |
| 2.  | Korea Południowa | Kim Jae-bum              |
| 3.  | Brazylia         | Tiago Camilo             |
| 3.  | Ukraina          | Roman Hontiuk            |
| 5.  | Holandia         | Guillaume Elmont         |
| 5.  | Mongolia         | Damdinsürengiin Nyamkhüü |
| 7.  | Wielka Brytania  | Euan Burton              |
| 7.  | Polska           | Robert Krawczyk          |

#### do 90 kg
| Lp. | Państwo    | Zawodnik                 |
| --- | ---------- | ------------------------ |
| 1.  | Gruzja     | Irakli Cirekidze         |
| 2.  | Algieria   | Ammar Bin Jachlif        |
| 3.  | Egipt      | Hiszam Misbah            |
| 3.  | Szwajcaria | Sergei Aschwanden        |
| 5.  | Francja    | Yves-Matthieu Dafreville |
| 5.  | Rosja      | Iwan Pierszyn            |
| 7.  | Białoruś   | Andrei Kazusionak        |
| 7.  | Brazylia   | Eduardo Santos           |

#### do 100 kg
| Lp. | Państwo          | Zawodnik                |
| --- | ---------------- | ----------------------- |
| 1.  | Mongolia         | Najdangijn Tüwszinbajar |
| 2.  | Kazachstan       | Askat Żytkejew          |
| 3.  | Azerbejdżan      | Mövlud Mirəliyev        |
| 3.  | Holandia         | Henk Grol               |
| 5.  | Polska           | Przemysław Matyjaszek   |
| 5.  | Gruzja           | Lewan Żorżoliani        |
| 7.  | Węgry            | Daniel Hadfi            |
| 7.  | Korea Południowa | Jang Sung-ho            |

#### powyżej 100 kg
| Lp. | Państwo    | Zawodnik          |
| --- | ---------- | ----------------- |
| 1.  | Japonia    | Satoshi Ishii     |
| 2.  | Uzbekistan | Abdullo Tangriyev |
| 3.  | Kuba       | Óscar Brayson     |
| 3.  | Francja    | Teddy Riner       |
| 5.  | Iran       | Mohammad Rudaki   |
| 5.  | Gruzja     | Lasza Gudżedżiani |
| 7.  | Rosja      | Tamerlan Tmenov   |
| 7.  | Brazylia   | João Schlittler   |

## Tabela medalowa
| Poz.    | Państwo           |    |    |    | Łącznie |
| ------- | ----------------- | -- | -- | -- | ------- |
| 1       | Japonia           | 4  | 1  | 2  | 7       |
| 2       | Chiny             | 3  | 0  | 1  | 4       |
| 3       | Korea Południowa  | 1  | 2  | 1  | 4       |
| 4       | Azerbejdżan       | 1  | 0  | 1  | 2       |
| 5       | Gruzja            | 1  | 0  | 0  | 1       |
| 5       | Niemcy            | 1  | 0  | 0  | 1       |
| 5       | Włochy            | 1  | 0  | 0  | 1       |
| 5       | Mongolia          | 1  | 0  | 0  | 1       |
| 5       | Rumunia           | 1  | 0  | 0  | 1       |
| 10      | Kuba              | 0  | 3  | 3  | 6       |
| 11      | Francja           | 0  | 2  | 2  | 4       |
| 12      | Holandia          | 0  | 1  | 4  | 5       |
| 13      | Korea Północna    | 0  | 1  | 2  | 3       |
| 14      | Algieria          | 0  | 1  | 1  | 2       |
| 14      | Uzbekistan        | 0  | 1  | 1  | 2       |
| 16      | Austria           | 0  | 1  | 0  | 1       |
| 16      | Kazachstan        | 0  | 1  | 0  | 1       |
| 18      | Brazylia          | 0  | 0  | 3  | 3       |
| 19      | Argentyna         | 0  | 0  | 1  | 1       |
| 19      | Egipt             | 0  | 0  | 1  | 1       |
| 19      | Słowenia          | 0  | 0  | 1  | 1       |
| 19      | Szwajcaria        | 0  | 0  | 1  | 1       |
| 19      | Tadżykistan       | 0  | 0  | 1  | 1       |
| 19      | Ukraina           | 0  | 0  | 1  | 1       |
| 19      | Stany Zjednoczone | 0  | 0  | 1  | 1       |
| Łącznie | Łącznie           | 14 | 14 | 28 | 56      |